# ميخائيل كوك (كاتب مسرحي)
ميخائيل كوك (بالإنجليزية: Michael Cook)‏ هو كاتب مسرحي بريطاني، ولد في 14 فبراير 1933 في فولهام في المملكة المتحدة، وتوفي في 1 يوليو 1994 في سانت جونز في كندا.